# 라이히스아우토반

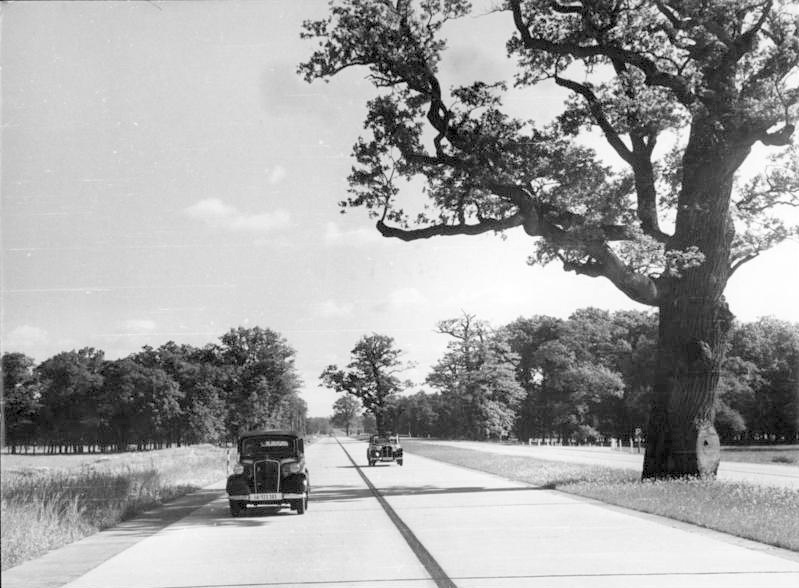
1939년에 촬영된 베를린-뮌헨 라이히스아우토반의 모습, 이 길은 오늘날의 아우토반 9호선이 되었다.

라이히스아우토반(독일어: Reichsautobahn)은 나치 독일 시기 독일의 아우토반(고속도로) 정책을 말한다. 바이마르 공화국 시기 독일에서는 여러 계획이 있었으나 2개만이 건설되었으며 장거리 고속도로에 대한 계획이 세워지지 않았다. 나치는 원래 고속도로 네트워크 건설에 대한 계획에 반대했으나, 집권한 이후에는 이를 수용하고 아돌프 히틀러 스스로 프로젝트 계획을 제시했다. 이러한 프로젝트로 건설된 도로는 '아돌프 히틀러의 길'(독일어: Straßen Adolf Hitlers)이라고 불렸으며 실업율 감소에 크게 기여한 것으로 나타났다. 이러한 프로젝트를 실행한 이유는 독일인들이 자신들의 나라를 탐험하고 감상하기 위한 것과 더불어, 제3제국의 휘하에서 이러한 정책이 실현된다는 것을 보여줄 수 있기 때문이었다. 흔히 여겨지는 것만큼은 아니지만 군사적 용도로도 사용되었었다. 나치당은 이 프로젝트로 건설된 도로를 피라미드와 비교하며 그 자체로 군사적 응용이 가능한 현대화로서 자동차 운송에 도움이 된다는 홍보를 했다.

## 같이 보기
- 아우토반